# 卡雷尼奥
卡雷尼奥，是西班牙阿斯图里亚斯的一个市镇。总面积67平方公里，总人口10564人（2001年），人口密度158人/平方公里。